# 1554
1554 (MDLIV) a fost un an comun al calendarului iulian, care a început într-o zi de luni.

## Nașteri
- 5 iulie: Elisabeta de Austria, soția regelui Carol al IX-lea al Franței (d. 1592)

## Decese
- 12 februarie: Lady Jane Grey  (n. 1537)
- dată necunoscută: Piri Reis  (n. 1470)
- 25 decembrie: Pedro de Valdivia  (n. 1497)
- 22 septembrie: Francisco Vásquez de Coronado conquistador (n. 1510)
- dată necunoscută: Liutfi Pașa  (n. 1488)
- 3 martie: Johann Friedrich, Elector de Saxonia  (n. 1503)
- 2 ianuarie: João Manuel, Prinț al Portugaliei prinț al Portugaliei (n. 1537)
- 9 decembrie: Teofilo Folengo  (n. 1491)
- 30 ianuarie: Doamna Despina  (n. 1487)
- dată necunoscută: Filip Moldoveanul  (n. 1500)
- dată necunoscută: Georg von Reicherstorffer  (n. 1495)